# Moord op Julie Van Espen
De moord op Julie Van Espen is een misdrijf dat zich op 4 mei 2019 afspeelde in Merksem, in de Belgische stad Antwerpen. De 23-jarige studente Julie Van Espen (geboren in Wilrijk op 27 februari 1996) werd verkracht en vermoord door de 39-jarige Steve Bakelmans. Van Espens lichaam werd twee dagen later teruggevonden in het Albertkanaal. Bakelmans werd diezelfde dag als hoofdverdachte opgepakt door de politie. Op 21 december 2021 werd Bakelmans schuldig bevonden aan moord met voorbedachten rade en aan verkrachting. Een dag later werd hij veroordeeld tot levenslange opsluiting en vijftien jaar terbeschikkingstelling.
De zaak werd uitvoerig besproken in de media en leidde tot veel kritiek op de Belgische Justitie. Daarnaast leidde de zaak tot tal van maatschappelijke veranderingen op het gebied van seksueel geweld.

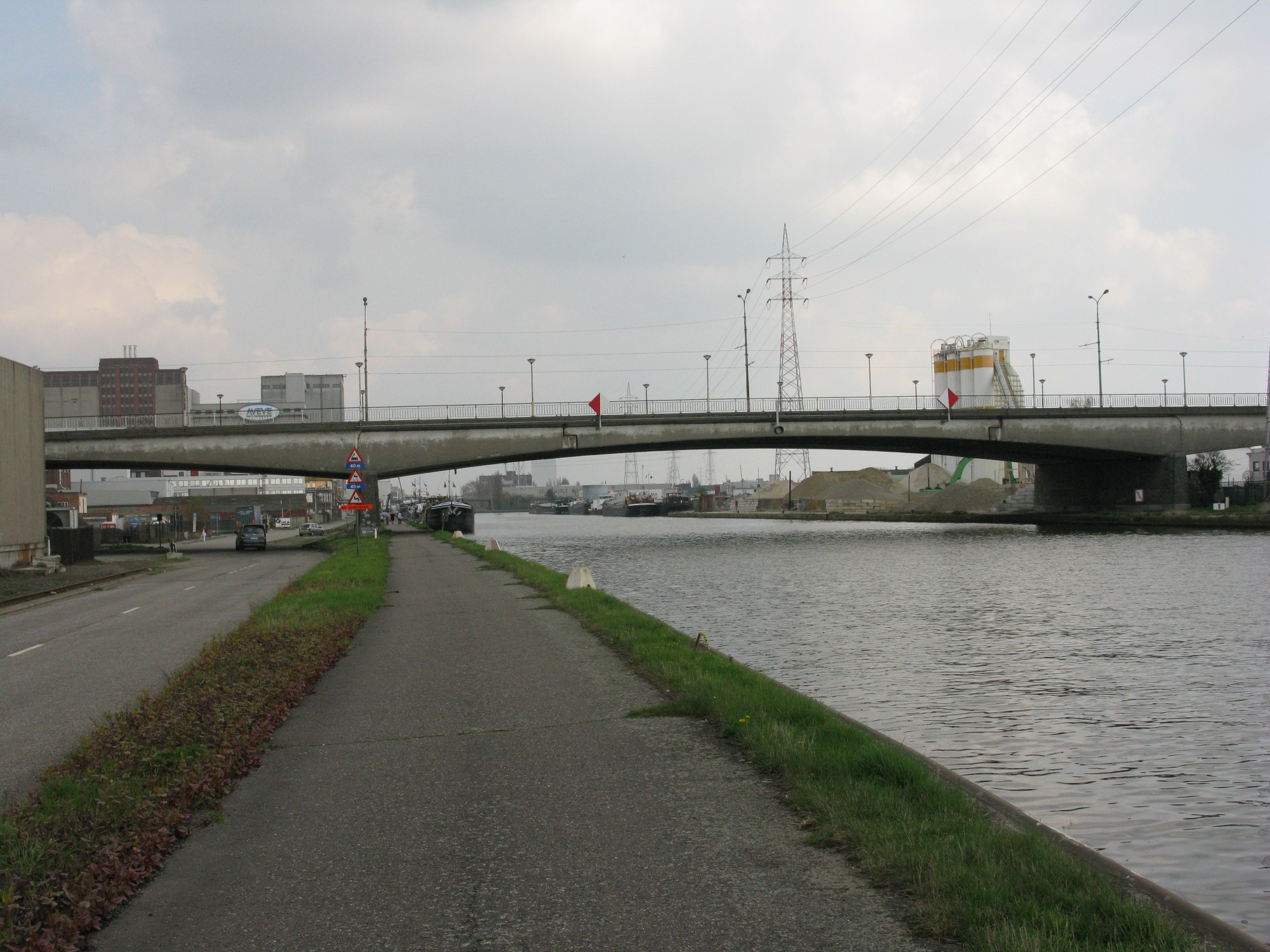
De Burgemeester Gabriël Theunisbrug waaronder de moord plaatsvond

## Vermissing en aanhouding
Op zaterdagavond 4 mei 2019 vertrok Julie Van Espen rond half zeven met de fiets vanuit haar woonplaats 's-Gravenwezel naar Antwerpen. Van Espen, een masterstudente internationale betrekkingen en diplomatie aan de Universiteit Antwerpen, zou via de fietssnelweg F15 langs het Albertkanaal naar vriendinnen in Antwerpen fietsen, maar kwam daar nooit aan. Rond negen uur 's avonds lieten Van Espens vriendinnen dat aan haar ouders weten. Later zou blijken dat Van Espen die avond onder de Merksemse Burgemeester Gabriël Theunisbrug door Steve Bakelmans al rijdend van haar fiets was getrokken. 
Tijdens zijn ondervraging enkele dagen later gaf Bakelmans aan dat hij die avond een willekeurig persoon wilde verkrachten. Hij hing zo'n twee uur rond aan de noordkant van de brug, waar hij als dakloze zijn slaapplaats had. Dan kreeg Bakelmans de fietsende Van Espen in het vizier. Volgens zijn verklaring trok hij haar van de fiets, waarna hij deze in het Albertkanaal dumpte. Hij gaf Van Espen enkele vuistslagen in haar gezicht. Hierna sleepte Bakelmans haar naar zijn slaapplek, waar hij haar deels uitkleedde. Vervolgens verkrachtte Bakelmans haar. Van Espen verzette zich hiertegen, waarop Bakelmans haar meermaals sloeg met een kabel. Hij wurgde haar daarna met zijn blote handen en met de kabel, waarna ze overleed. Bakelmans verstopte Van Espens lichaam onder een zeil achter een pijler van de brug. Tevens verstopte hij enkele voorwerpen, waaronder het fietsmandje van Van Espen. Bakelmans passeerde de bewakingscamera's aan het trainingscomplex van de basketbalploeg Antwerp Giants die hem herkenbaar in beeld wisten te brengen.
Bakelmans nam een tram naar het Centraal Station, waar hij achter een trap op het Kievitplein zijn bebloede deken verstopte. In een van de torentjes naast de spoorweg verborg hij zijn rugzak. Later die avond keerde hij met de tram terug naar de brug. Aan de overkant van het Albertkanaal zag hij een politiecombi met zwaailichten passeren. Hij wikkelde het levenloze lichaam van Van Espen in plastic, verzwaarde dit met een zak zand en gooide het in het Albertkanaal. Hij zou op de avond van de feiten joints hebben gerookt. Later die avond ging Bakelmans richting het Sint-Jansplein om daar op een bankje te slapen.
Op 5 mei verspreidden de politie, de Cel Vermiste Personen en Child Focus het opsporingsbericht van Julie Van Espen. De ouders en vriend van Van Espen flyerden in de buurt waar ze verdwenen was. Die dag zochten onder meer een speurhond, een helikopter en een duikteam van de brandweer urenlang onsuccesvol in en rond het Albertkanaal. Wel werden bebloede kledingstukken, haar fietsmandje, reispas, gsm en een schoen teruggevonden. Ook werd een opsporingsbericht van een "belangrijke getuige" de wereld ingestuurd. Achteraf bleek het om Bakelmans te gaan. Op camerabeelden van na het misdrijf was te zien hoe hij rondliep met Van Espens fietsmandje. Het mandje werd weggefotoshopt in het opsporingsbericht om geen argwaan te wekken. De politie ontving zo'n tweehonderd tips. Onder andere Bakelmans' oom en een medewerkster van een Antwerps daklozenrestaurant herkenden hem en gaven dit door aan de politie. Op dat moment bevond Bakelmans zich bij zijn zoon. Later zou hij verklaren dat hij afscheid van hem wilde nemen. Rond vier uur 's middags reed hij met de bus van Antwerpen naar Mechelen. Die avond besloot hij om met de laatste bus naar zijn psychiater in Leuven te rijden. Bakelmans wilde hem een dag later een bezoek brengen.
In de vroege ochtend van 6 mei werd Bakelmans wakker in de Leuvense stationsbuurt. Hij stapte op een willekeurige trein die als bestemming Genk had. De politie was ondertussen de locatie van zijn gsm aan het volgen. Toen hij terugkeerde van Genk naar Leuven werd hij op het station Leuven opgepakt. Vervolgens werd hij, samen met een aantal andere verdachten, in voorlopige hechtenis geplaatst in de gevangenis van Antwerpen. Er vonden een aantal huiszoekingen plaats, waaronder bij de moeder van Bakelmans. De familie en vrienden van Van Espen hadden zich op dat moment verzameld in de kantine van het trainingscentrum van de Antwerp Giants. Ze kregen hier het nieuws dat het levenloze lichaam van Van Espen door de scheepvaartpolitie was teruggevonden in het Albertkanaal. Het lichaam werd naar het Universitair Ziekenhuis Antwerpen gebracht voor een autopsie. Deze werd onder andere uitgevoerd door forensisch specialist Diona D'Hondt. D'Hondt onderzocht daarnaast ook de verdachten op wonden die konden wijzen op een gevecht. Bakelmans zei tijdens dit onderzoek dat als hij zijn medicatie had genomen, hij er niet had gezeten. Achteraf bleek dit een bekentenis te zijn.
De onderzoeksrechter besliste op 7 mei om Bakelmans aan te houden voor moord, nadat hij bekende schuldig te zijn. Het Facebookaccount van Bakelmans, dat openbaar stond, werd die dag verwijderd door Facebook nadat duizenden mensen er haatberichten op hadden geplaatst. Van Espens medestudenten internationale betrekkingen en diplomatie schreven diezelfde dag een open brief aan Van Espen. Hierin schreven ze hun gevoelens neer. Ook beschreven ze Van Espens beste eigenschappen, waaronder haar "joie de vivre".
Op 8 mei werd Van Espens lichaam vrijgegeven. Het DNA van Bakelmans werd door het gerecht onderzocht om eventuele betrokkenheid bij cold cases aan te tonen. Het is vooralsnog onduidelijk wanneer dit precies gebeurde en of er betrokkenheid kon worden aangetoond. In een online petitie die na de moord verspreid werd, werd de vraag gesteld of de doodstraf in België opnieuw ingevoerd moest worden. Op korte tijd wist de petitie dertigduizend handtekeningen te verzamelen, maar op 8 mei werd deze offline gehaald.

### Reconstructie
Op 25 juni 2019 stond een reconstructie van de gebeurtenissen gepland. Er werd Bakelmans gevraagd om op de locatie waar de moord plaats had gevonden uit te leggen wat er precies was gebeurd. Na een half uur aanwezig te zijn op de plaats delict besliste Bakelmans echter toch niet mee te willen werken, waardoor de reconstructie werd afgeblazen. Op 21 november van dat jaar vond een tweede poging tot een reconstructie plaats. Deze keer werkte Bakelmans wel mee.

## Voorgeschiedenis dader
Voordat Steve Bakelmans de moord op Julie Van Espen pleegde, maakte hij zich al schuldig aan tal van andere misdrijven. In 1999 kwam hij voor het eerst in aanraking met justitie. Hij stal auto’s om die daarna door te verkopen. Na zeker tweeëntwintig autodiefstallen werd hij opgepakt en veroordeeld tot twaalf maanden gevangenisstraf. Hij zat uiteindelijk maar twee maanden in de cel. In juni 2001 werd Bakelmans door de correctionele rechtbank van Ieper veroordeeld tot achttien maanden cel, waarvan de helft met uitstel. Hij had in november 2000 verschillende misdrijven gepleegd, waaronder opnieuw een autodiefstal. Met een gestolen Toyota Corolla had Bakelmans een ongeval veroorzaakt in Westrozebeke. Na dit ongeval pleegde hij vluchtmisdrijf. In die periode zou hij verslaafd zijn geweest aan XTC. Op 16 maart 2004 verkrachtte hij vervolgens een 58-jarige vrouw bij haar thuis en stal haar portemonnee. Hij zou onder invloed zijn geweest van marihuana. De vrouw had Bakelmans haar contactgegevens gegeven toen hij aan het bedelen was op de De Keyserlei in Antwerpen. Verder ontving hij veroordelingen voor onder andere diefstallen en bedreigingen. Van 2004 tot en met 2008 zat Bakelmans een gevangenisstraf van vier en een half jaar uit, voor onder meer de eerder genoemde verkrachting, enkele verkeersmisdrijven en heling. Gedurende deze periode misbruikte hij meermaals zijn uitgaanspermissie. Zo kreeg hij in 2004 een uitgaanspermissie voor acht uur, maar hij bleef een week weg. In 2006 verdween hij zelfs zeven maanden. In 2008 was hij nog eens twee maanden spoorloos. In 2014 diende een ex-partner van Bakelmans een klacht in tegen hem voor verkrachting en poging tot wurging, maar deze werd geseponeerd door het Antwerps parket.
Zijn laatste veroordeling dateerde van 2017, voor de verkrachting van zijn ex-vriendin op 31 oktober 2016. Hij stal daarnaast ook haar bankkaart en geld. Hiervoor zat hij eerst ruim twee maanden in voorlopige hechtenis. Zijn zaak werd door de raadkamer doorverwezen naar de correctionele rechtbank. De raadkamer besliste op 27 januari 2017 om hem in afwachting van zijn proces vrij te laten onder voorwaarden, aangezien hij niet als vluchtgevaarlijk werd beschouwd. Zijn drie eerdere vluchtpogingen waren niet opgenomen in het dossier en daardoor onbekend voor de rechter. De correctionele rechtbank van Antwerpen veroordeelde hem in juni 2017 tot vier jaar cel. Hiertegen tekende hij beroep aan. Opnieuw mocht hij in afwachting van zijn zaak vrij blijven rondlopen, ondanks dat het parket zijn onmiddellijke aanhouding adviseerde. Zijn zaak werd in mei 2018 besproken door het hof van beroep. Er werd beslist om ze in november van dat jaar te behandelen. Deze werd toen echter uitgesteld, onder andere door de sluiting van kamer C2. Uiteindelijk zou de zaak pas op 5 juni 2019 worden behandeld. Bakelmans kreeg als straf vijf jaar cel en tien jaar terbeschikkingstelling. Volgens de eerste voorzitter van het hof van beroep, Rob Hobin, was de vertraging in de zaak te wijten aan een tekort aan middelen en een gebrek aan magistraten.

## Proces en uitspraak

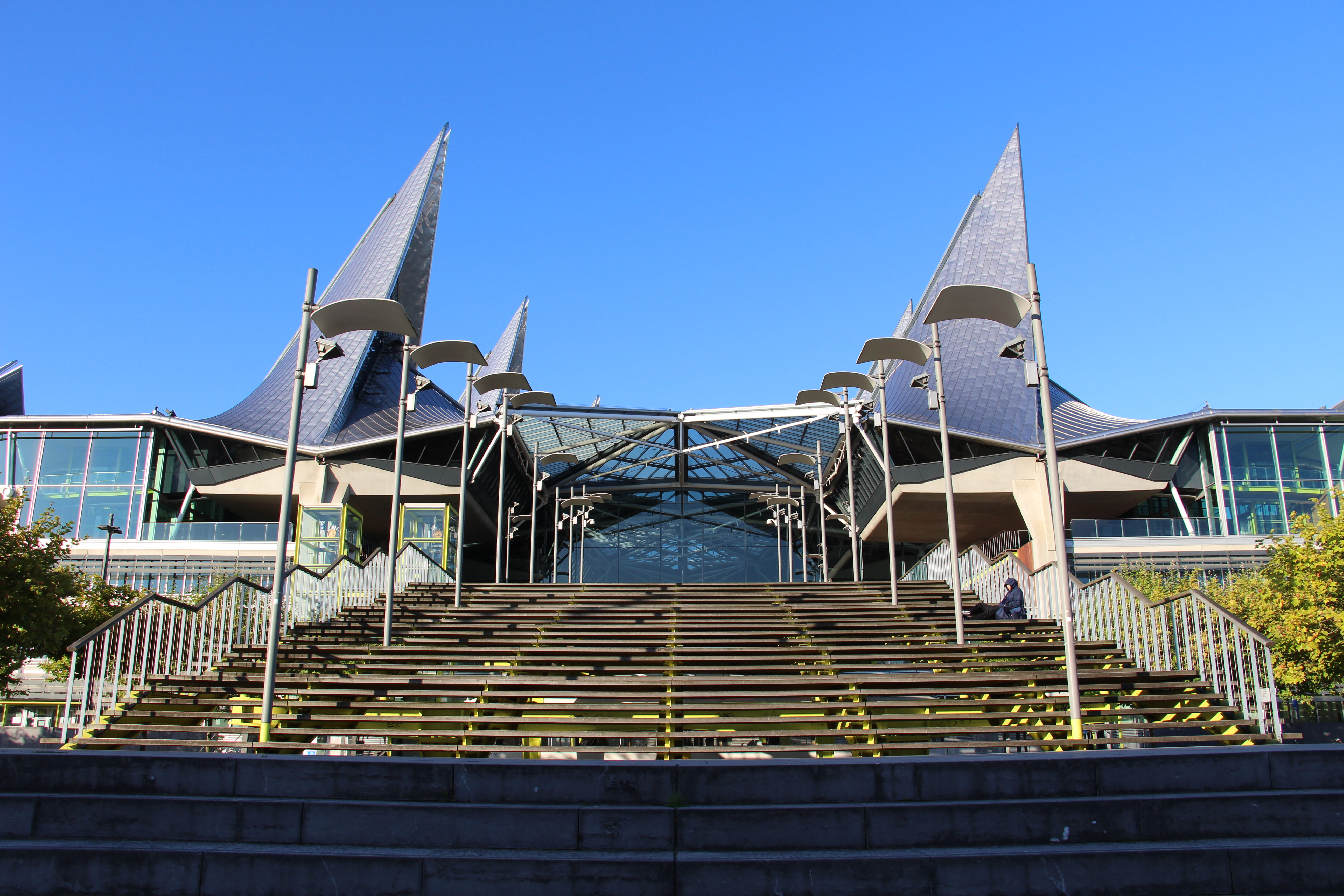
Het gerechtsgebouw van Antwerpen.

Eind mei 2021 werd de zaak overgedragen aan het parket-generaal. Begin juli vroeg het Openbaar Ministerie aan de kamer van inbeschuldigingstelling om de zaak voor assisen te brengen. De preliminaire zitting van het proces vond plaats op 12 november 2021. Hier vroeg John Maes, de advocaat van Van Espens nabestaanden, om het assisenproces achter gesloten deuren te laten plaatsvinden. Hieraan werd gevolg gegeven. Deze beslissing stootte op heel wat protest, onder andere van de Vlaamse Vereniging van Journalisten.
Er werden 61 getuigen opgeroepen voor het proces, onder wie de vrouw die Bakelmans in 2004 verkrachtte. Op 8 december werd de volksjury samengesteld. Deze bestond uit acht vrouwen en vier mannen. Vervolgens ging op 13 december het assisenproces van start in het Antwerps gerechtsgebouw. De pleidooien over de strafmaat, die na de uitspraak van de jury plaatsvonden, werden in tegenstelling tot de rest van het proces wel in de openbaarheid gevoerd. Op 21 december volgde de uitspraak: Bakelmans werd schuldig bevonden aan moord met voorbedachten rade en verkrachting. Volgens het hof handelde Bakelmans doelgericht, met het oogmerk om te doden. Dit was te zien aan de intensiteit van de letsels. Hij wurgde Van Espen meermaals en hield het geweld aan totdat ze geen teken van leven meer gaf. Hij verliet de plaats delict pas nadat hij zeker was dat Van Espen was overleden. Hij zou voldoende tijd hebben gehad om de ernst van de gevolgen in te schatten en te stoppen. Uit de camerabeelden zou ook gebleken zijn dat hij niet in paniek was.
Een dag later werd zijn strafmaat bepaald. Dit werd levenslange opsluiting en vijftien jaar terbeschikkingstelling. In het arrest werd aangehaald dat Bakelmans uitermate zwaarwichtig en nietsontziend geweld gebruikte, waardoor haar familie geen fysiek afscheid kon nemen van Van Espen. Hij zou een schrijnend gebrek aan de meest fundamentele waarden in onze maatschappij hebben, en onnoemelijk en onomkeerbaar leed veroorzaakt hebben. Hij heeft bovendien een ongunstig strafrechtelijk verleden, kreeg verschillende onbenutte kansen van justitie en wordt als gevaarlijk beschouwd. Verzachtende omstandigheden zag men niet; na zijn problematische jeugd zou hij kansen genoeg hebben gekregen. Hiermee werd de eis van het openbaar ministerie gevolgd, met uitzondering van de periode waarna Bakelmans zijn vervroegde vrijlating kan vragen. Het openbaar ministerie wilde hiervoor het maximum van 25 jaar, maar dit werd twintig jaar. De advocaat-generaal noemde het misdrijf een van de zwaarste vormen van criminaliteit. Volgens hem zou Bakelmans geen wroeging, spijt of empathie hebben getoond. Zijn slechte jeugd werd ook door het openbaar ministerie niet als een verzachtende omstandigheid gezien. Bakelmans ging niet naar het Hof van Cassatie, waardoor zijn straf definitief werd.

## Kritiek op justitie en burgemeester
De moord op Julie Van Espen leidde tot veel kritiek op het Antwerps gerecht, de Federale Overheidsdienst Justitie, de minister van Justitie Koen Geens en Antwerps burgemeester Bart De Wever. In een interview met Humo gaf De Wever toe dat hij net als Geens politiek verantwoordelijk was voor wat fout liep.
Op 7 mei 2019, een dag nadat Van Espens lichaam werd gevonden en Bakelmans werd opgepakt, was Koen Geens te gast in het duidingsprogramma Terzake van de VRT. Dat Bakelmans op vrije voeten was terwijl hij veroordeeld was voor verkrachting, was volgens Geens de beslissing van een onafhankelijke rechter. Als minister zou hij hier maar weinig in te zeggen hebben. Hij gaf wel aan open te staan voor een wijziging van de wet, zodat een rechter onmiddellijke aanhouding kan bevelen indien een risico op recidive bestaat. Die dag liet hij een online verkiezingscampagne met als slogan "Dankzij Geens wordt seksueel geweld strenger aangepakt" stopzetten. Vlaams Belang vroeg, als enige partij, het ontslag van Geens als minister. De partij trachtte bovendien vlak na de moord op Van Espen stemmen te winnen voor de nakende Vlaamse en Belgische federale verkiezingen door aan te geven Justitie beter te willen aanpakken. Uiteindelijk werd geweld tegen vrouwen geen voornaam verkiezingsthema, wat tot kritiek leidde.

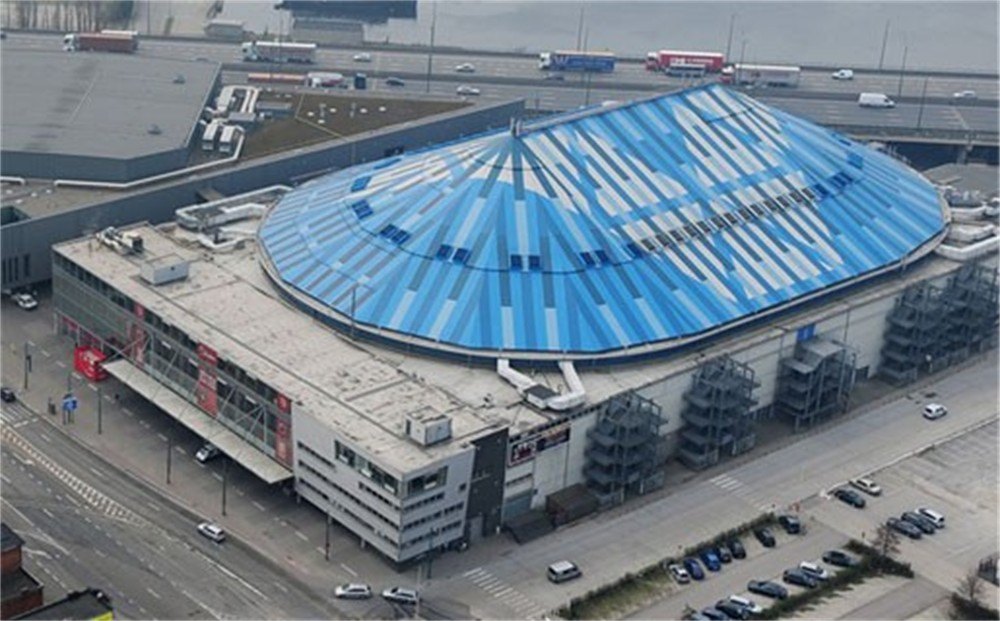
De buurt van het Sportpaleis onderging een veiligheidsscan.

De zus en enkele vriendinnen van Van Espen publiceerden op 8 mei 2019 een open brief. Deze was gericht aan Antwerps burgemeester Bart De Wever. Hierin vroegen ze hem om de veiligheid op de fietsroutes naar de Antwerpse binnenstad te verhogen, met behulp van meer bewakingscamera's en betere straatverlichting. Via een woordvoerder liet hij weten open te staan voor een gesprek. Het Merksemse gebied Dokske-Duvelshoek-Sportpaleis-Albertkanaal, de omgeving waar de feiten plaatsvonden, onderging kort na de moord een veiligheidsscan. Deze werd uitgevoerd door Lantis, Politiezone Antwerpen en verschillende stadsdiensten. Een jaar later bleken er echter nog maar weinig positieve veranderingen te zijn. In juni 2020 werd dan toch werk gemaakt van een verhoogde fietsveiligheid. In juli van dat jaar opende bovendien de nieuwe Burgemeester Gabriël Theunisbrug. Privacyjurist Matthias Dobbelaere-Welvaert was tegen extra camerabewaking. Hij vroeg zich af hoeveel onveiligheid men bereid is te accepteren om een graad van privacy te behouden. In september 2024 werd het masterplan Merksem-Zuid gepubliceerd met een toekomstvisie voor de omgeving.
Eveneens op 8 mei verscheen een andere open brief van verschillende deskundigen in de krant De Morgen. Hierin eisten ze een hervorming van het strafrecht, vooral op het gebied van seksueel geweld. Ook het feit dat valsheid in geschrifte zwaarder wordt bestraft dan verkrachting werd aangehaald. De brief werd onder andere ondertekend door Bieke Purnelle van RoSa vzw, Heidi De Pauw van Child Focus en Furia. Op 9 mei werden met spoed 77 zaken doorgelicht die, net als de zaak van Bakelmans, op de lange baan waren geschoven. Diezelfde dag nog gaf het parket aan dat er geen andere personen vrij rondliepen die een potentieel risico voor de samenleving vormden.
De advies- en onderzoekscommissie van de Hoge Raad voor de Justitie besliste op 6 juni 2019 om een bijzonder onderzoek in te stellen naar de fouten die gemaakt werden in de zaak van Bakelmans. Hierbij werd het Antwerps gerecht doorgelicht. Eind 2019 publiceerde de Hoge Raad een rapport met enkele pijnpunten. Het was de eerste keer in België dat zo'n rapport werd opgemaakt tijdens een nog lopend onderzoek. In 2023 zou dit opnieuw gebeuren, ditmaal in de zaak rond de dood van Thomas Monjoie. De pijnpunten hadden betrekking op de opvolging van het naleven van voorwaarden na een vrijlating, de uitwisseling van informatie tussen de gerechtelijke entiteiten via een strafdossier, de organisatie van de zittingen, de specifieke behandeling van zaken van seksueel geweld en de behandeltermijnen. Geens gaf aan dat hij samen met zijn kabinet en de organisatoren van de stille mars werkte aan een plan om die pijnpunten weg te werken. In maart 2022 bleek uit een nieuw onderzoek dat er inderdaad een positieve evolutie merkbaar was. Er waren echter ook nog steeds problemen, zo werden magistraten die met pensioen gingen niet onmiddellijk vervangen en werd er nog te weinig geïnvesteerd in diensten die seksuele delinquenten begeleiden en behandelen. In december 2023 bleek dat een groot deel van de aanbevelingen uit het rapport nog niet werden uitgevoerd.
De ouders van Julie Van Espen publiceerden op 11 februari 2020 een eerste open brief aan de minister van Justitie en de partijvoorzitters. Hierin stelden ze de oprichting van een "Comité J" voor ter controle van justitie, vergelijkbaar met Comité P dat dient ter controle van de politie en Comité I dat dient ter controle van de inlichtingendiensten. Enkel sp.a steunde dit idee. Advocaat en voormalig politicus Renaat Landuyt was eveneens voorstander van de oprichting van zo'n comité, en verweet Geens dat hij medeverantwoordelijkheid draagt voor de moord. Geens gaf wel aan te blijven ijveren voor een betere justitie, en specifiek in de strijd tegen seksueel geweld. Een jaar later gaf hij in een herdenkingspost op Facebook aan werk te maken van de verplichte opvolging en begeleiding van daders, de behandeling van zedenzaken achter gesloten deuren en een verplicht onderdeel rond seksueel geweld in de magistratenopleiding.
Vier jaar na het overlijden van Julie Van Espen publiceerde haar familie een nieuwe open brief. Deze was opnieuw gericht aan de partijvoorzitters en de nieuwe minister van Justitie Vincent Van Quickenborne. Hierin stelden ze onder andere dat de termijn voor het indienen van klachten moest worden verlengd, en dat de verantwoordelijken van het openbaar ministerie en de rechtbanken geëvalueerd moesten worden. Voor dit laatste punt was echter een wijziging van de grondwet nodig. Verder pleitten ze ook voor een betere opvolging van daders van seksueel geweld, en voor de behandeling van seksuele misdrijven achter gesloten deuren. Ook positieve punten, zoals de digitalisering van justitie en de hervormingen van het strafrecht werden benadrukt in de brief. Van Espens vader werd hierna uitgenodigd in de Kamer van volksvertegenwoordigers. Hij hield hier een pleidooi voor onder andere een stevige herziening van het tuchtrecht.
In juni 2023 kondigde de Kamercommissie Justitie in reactie op de brief aan hoorzittingen te gaan organiseren. Hierin werden onder andere de Hoge Raad voor de Justitie, het Universitair Forensisch Centrum, de tuchtrechtbanken en de Orde van Vlaamse Balies ondervraagd. In reactie hierop publiceerde de familie van Van Espen in augustus 2023 opnieuw een open brief. De houding van de Hoge Raad voor de Justitie tijdens de hoorzittingen werd hierin bekritiseerd. De brief was in de eerste plaats gericht aan Kristien Van Vaerenbergh, de voorzitter van de Kamercommissie. Zij schoof de schuld door naar de Regering-De Croo.
Meerderheidspartijen Groen en Ecolo dienden in november 2023 een wetsvoorstel in. Hierin stelden ze dat een tuchtprocedure tegen een magistraat tot een jaar na de feiten opgestart zou moeten kunnen worden, in plaats van zes maanden na de feiten. Ook wanneer er na dat jaar nieuwe feiten opduiken, moet er nog een tuchtprocedure gestart kunnen worden volgens hen. Dit wetsvoorstel was een rechtstreeks gevolg van de zaak rond Bakelmans en Van Espen. Er kon namelijk geen tuchtprocedure worden opgestart tegen de magistraat die ervoor had gezorgd dat Bakelmans op vrije voeten was ten tijde van de moord, omdat de zes maanden al voorbij waren.

### Proces tegen en excuses van de Belgische Staat
In november 2023 dagvaardden de ouders, zus en broer van Van Espen de Belgische Staat, wegens een "systematisch falen van Justitie." Dit deden ze bij de burgerlijke rechtbank van eerste aanleg. Het eerder verspreidde rapport van de Hoge Raad voor de Justitie vormde een basis voor de aanklacht. Het gezin kondigde deze beslissing aan op een persconferentie in Lier. Ze vroegen in de eerste plaats excuses, en daarnaast een symbolische euro als schadevergoeding. Ook wilden ze dat de rechter toegaf dat er fouten zijn gemaakt die verband houden met de dood van Van Espen. De nieuwe minister van Justitie Paul Van Tigchelt en het College van de hoven en rechtbanken toonden aanvankelijk begrip voor de dagvaarding. In mei 2024 kwam de Belgische Staat met een officieel standpunt, waarin ze zich verzet tegen de dagvaarding. Er zou geen bewijs zijn dat het gerecht fouten beging.  Eerder klaagde ook de vader van Eefje Lambrecks, een van de slachtoffers van Marc Dutroux, de Belgische Staat aan na de Zaak-Dutroux. Het Brusselse hof van beroep gaf hem destijds ongelijk. De vader van Julie Lejeune, een ander slachtoffer van Dutroux, uitte eveneens kritiek op justitie na de moord op Van Espen.
Een jaar na de aanklacht, op 21 november 2024, ging het proces van start bij de rechtbank van eerste aanleg in Brussel. De drie fouten die de familie de Belgische Staat verweten, waren de lange doorlooptijd van het beroep van Bakelmans bij het Antwerpse hof, het structurele tekort aan rechters bij datzelfde hof en het feit dat Bakelmans niet onmiddellijk werd aangehouden na zijn veroordeling in juli 2017. Op 19 december 2024 werd de Belgische Staat aansprakelijk gesteld voor de verkrachting van en de moord op Van Espen, en veroordeeld tot een symbolische schadevergoeding van één euro. Van Tigchelt gaf aan niet in beroep te gaan. Geens erkende zijn verantwoordelijkheid. Op 31 december bezochten de eerste voorzitter van het Hof van Cassatie, de toenmalige en de huidige eerste voorzitter van het hof van beroep van Antwerpen, de huidige procureur-generaal van het hof van beroep van Antwerpen, en de toenmalige en huidige minister van Justitie de familie Van Espen bij hen thuis, waar ze hun officiële excuses aanboden namens de rechterlijke en de uitvoerende macht.

## Impact en maatschappelijke veranderingen

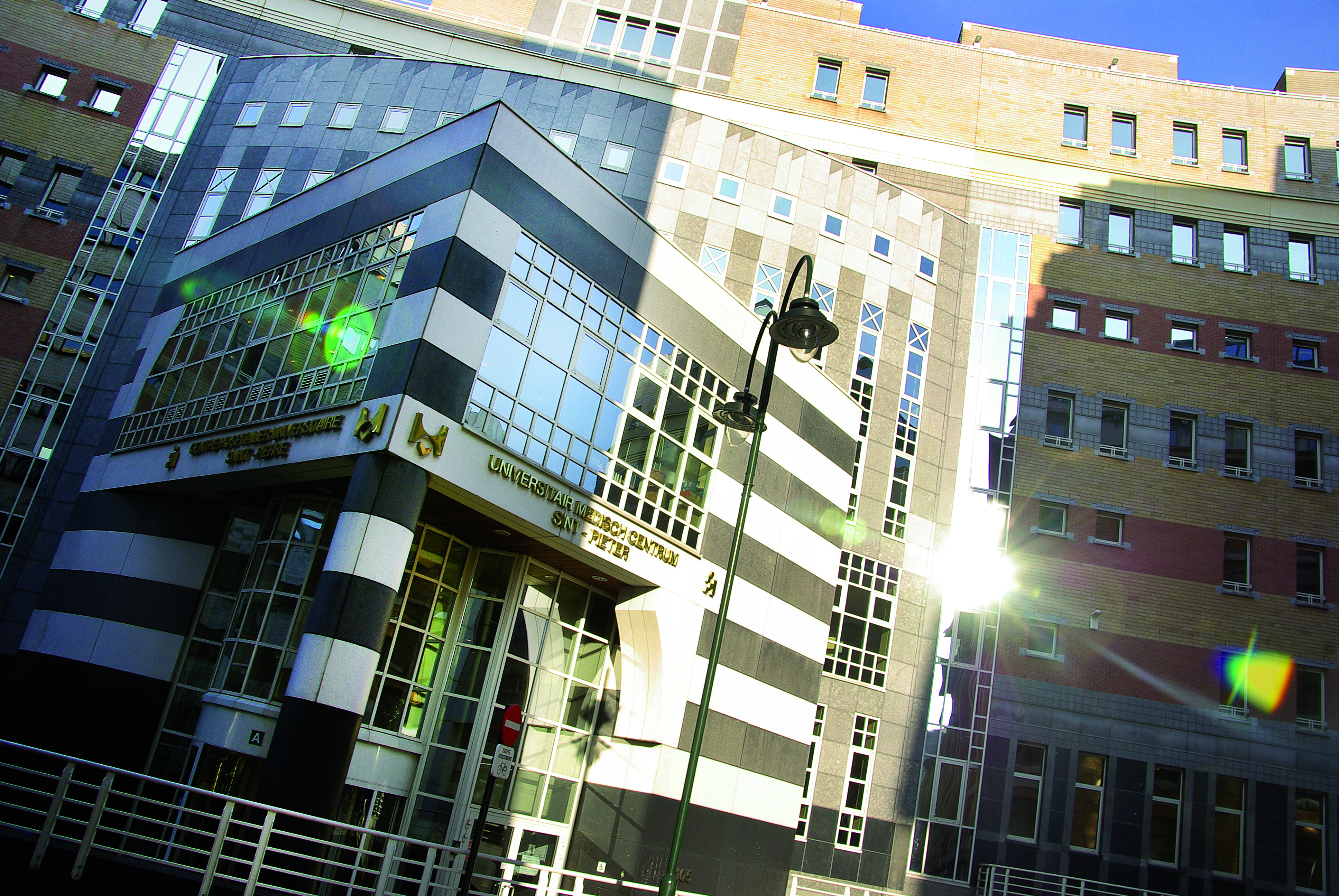
Het UMC Sint-Pieter in Brussel, waar een Zorgcentrum na Seksueel Geweld is gevestigd.

De moord op Julie Van Espen leidde in België tot een stroomversnelling op het gebied van het vermijden van en omgaan met seksueel geweld, op verschillende niveaus van de samenleving. Zo moeten ondertussen alle magistraten een opleiding rond partnergeweld en seksueel geweld volgen. De wetgeving rond verkrachting werd bovendien aangepast, waardoor het belangrijke element van "toestemming" werd toegevoegd. Rechters kunnen nu ook de onmiddellijke aanhouding bevelen als er een risico is op recidive, iets wat bij Bakelmans niet gebeurde. Daarnaast werd kindermisbruik onverjaarbaar gemaakt. Sinds de dood van Van Espen volgden bovendien ruim tweehonderd advocaten een opleiding om slachtoffers van seksueel geweld bij te staan. De opleiding was een initiatief van de Orde van Vlaamse Balies. 
De erkenning van femicides in de Belgische grondwet werd, onder andere door de Conseil des Femmes Francophones de Belgique (CFFB) en Vie féminine, aangevraagd. Dit zijn moorden op vrouwen omdat de slachtoffers vrouwen zijn. Volgens de CFFB zou de moord op Van Espen zo'n femicide zijn. In juni 2023 keurde de Kamer van volksvertegenwoordigers een wetsontwerp over het voorkomen en bestrijden van femicides goed. Hiermee wordt het begrip "femicide" gedefinieerd, en kunnen er statistische gegevens over worden verzameld en onderzocht.
In 2019 waren er drie Zorgcentra na Seksueel Geweld in België, in 2023 waren dat er tien. Deze zijn van belang omdat hier alle begeleiding op één locatie beschikbaar is, zoals klachtneerlegging, sporenonderzoek en psychologische hulp. Ook worden steeds meer cursussen rond weerbaarheid en zelfverdediging voor vrouwen en meisjes gegeven. Van Espens vriend, zijn vader en een vechtkunstleraar richtten enkele maanden na haar dood de vzw Pioen op die dit soort cursussen aanbiedt.
Vlak na de dood van Van Espen werd Punt. vzw opgericht, dat onder andere lotgenotengesprekken opzet. In 2023 gaf de organisatie, die draaiende wordt gehouden door 120 vrijwilligers en drie werknemers, echter aan in financiële moeilijkheden te zitten. Hierop liet minister van Welzijn Hilde Crevits de subsidies tot eind 2024 garanderen, en doneerde de stad Antwerpen 48.000 euro extra. Daarnaast werd de Interministeriële Conferentie over Vrouwenrechten opgericht. Hier vindt overleg plaats tussen de ministers van verschillende beleidsniveaus over onder andere seksueel geweld. In Brussels Airport werden in juli 2019 verscheidene camera's met gezichtsherkenning geïnstalleerd door de politie. Dit werd gedaan nadat in de zaak rond Van Espen de moordenaar werd gefilmd met zo'n camera en al snel werd herkend. Er werd bovendien een stijging in het aantal particuliere bewakingscamera's waargenomen sinds de moord.
In de beleidsnota van de opvolger van Geens, Van Quickenborne, was de strijd tegen seksueel geweld een van de topprioriteiten. Zo herschreef hij het hoofdstuk rond seksuele misdrijven in het strafwetboek. Oorspronkelijk zou deze pas in het nieuwe strafwetboek, dat in februari 2024 uitkwam, worden opgenomen. Ook voerde hij een automatische tussenkomst in van slachtofferhulp bij seksuele misdrijven, en kunnen bepaalde dossiers prioritair gedagvaard worden voor de rechtbank door de invoering van risicotaxatie. Er werd eveneens in elke rechtbank een aparte ruimte voorzien zodat verdachten en slachtoffers niet samen moeten wachten. Ook eerdere initiatieven, zoals sensibiliseringscampagnes tegen victim blaming, Family Justice Centers voor seksueel geweld in de familiale context en de digitalisatie van justitie, werden verder uitgewerkt. Eind 2023 gaf Van Quickenborne bovendien aan dat het budget voor Justitie opgetrokken werd van 1,9 naar 2,6 miljard euro, dat het aantal magistraten steeg met acht procent en dat in alle Belgische hoven van beroep de doorlooptijd voor rechtszaken daalde. Enkel in Brussel nam de doorlooptijd toe. Onder andere strafpleiter Kris Luyckx bekritiseerde dit, en liet optekenen dat er "dagelijks een moordenaar als Steve Bakelmans door de mazen van het net kan glippen." Eerder werd ook al op Vlaams niveau een actieplan tegen seksueel geweld goedgekeurd door de Vlaamse Regering. Hierin werd gefocust op drie pijlers. De eerste was preventie, door onder andere een website met informatie over seksueel geweld uit te bouwen en de hulplijn 1712 verder te versterken. De tweede pijler draaide rond maatregelen gericht op zowel slachtoffers als daders, zoals het inzetten van slachtofferhulp en het gebruik van wetenschappelijk onderbouwde risicotaxatie-instrumenten. De laatste pijler ging over het versterken van de kwaliteit van professionals en sectoren, door bijvoorbeeld huisartsen en leerkrachten op te leiden. In 2024 zou een evaluatie van het actieplan volgen.
Op 2 april 2021 werd een eerste pakket hervormingen van het seksueel strafrecht doorgevoerd. Hierdoor werd onder meer de straf voor verkrachting opgetrokken van één maand tot vijf jaar naar zes maanden tot tien jaar. Hier komt bovendien nog minstens vijf jaar bij indien sprake is van verzwarende omstandigheden zoals een gezagspositie, bedreigingen of incest. In april 2025 werd een voorstel unaniem goedgekeurd door de Grondwetscommissie van de Kamer van volksvertegenwoordigers, dat een herziening van de Belgische grondwet voorstelde om de evaluatie van hoofdmagistraten mogelijk te maken. Dit was een van de tekortkomingen die werden vastgesteld na de moord op Van Espen. Het voorstel moet echter wel nog met een tweederdemeerderheid worden goedgekeurd door de plenaire vergadering van de Kamer en de Senaat.

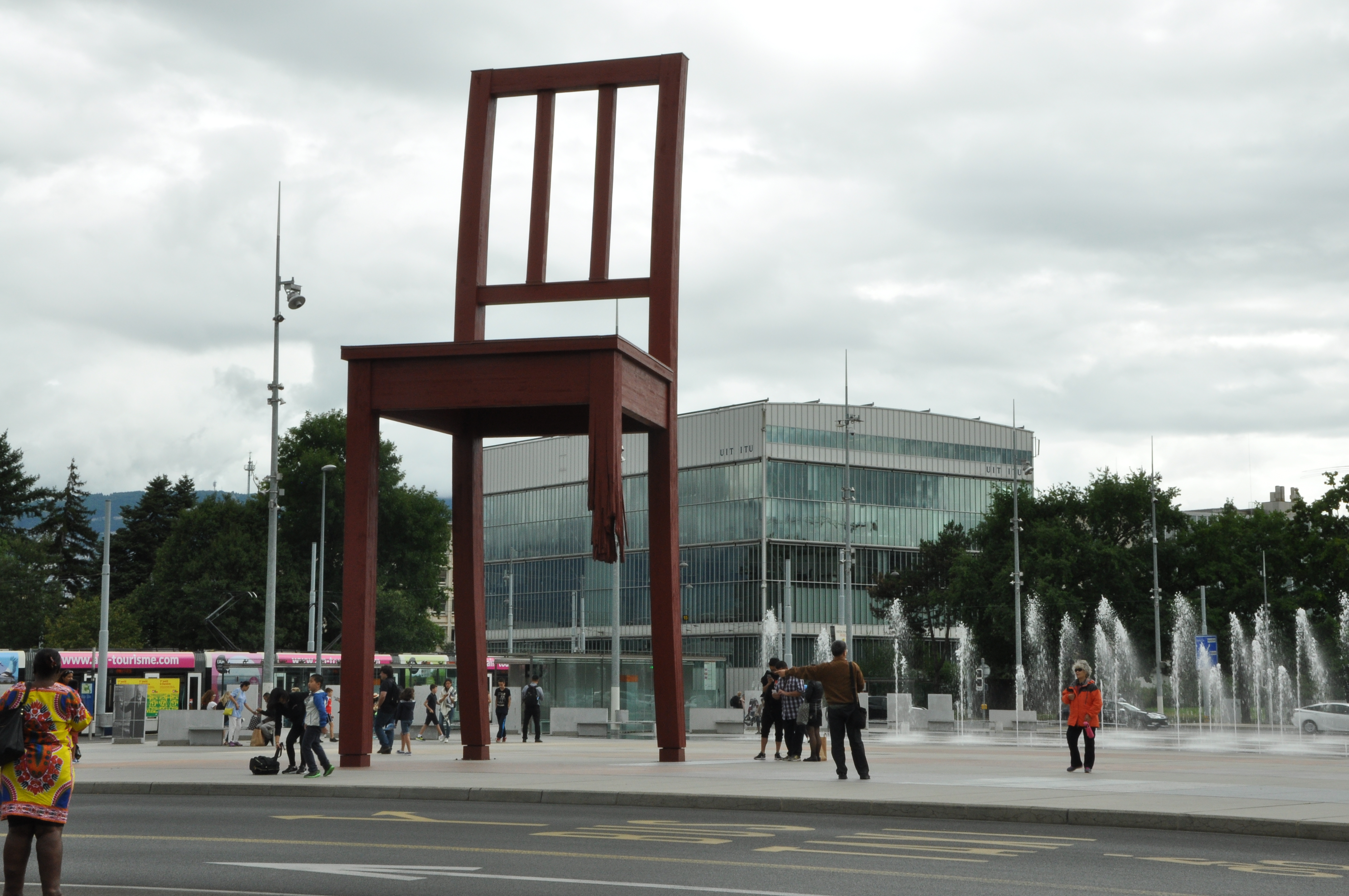
Broken Chair, het kunstwerk dat het campagnebeeld vormt van Missie Julie / Missie Justitie.

In november 2023, samen met de dagvaarding van de Belgische Staat, richtte Van Espens gezin Missie Julie / Missie Justitie op. Hiermee wilden ze een grondige hervorming van Justitie bereiken. Het project omvat een website waarop de details van de rechtszaak gedeeld werden, en waarop suggesties ingestuurd kunnen worden om Justitie te verbeteren. Het campagnebeeld is een foto van Van Espen bij Broken Chair, een kunstwerk van Daniel Berset, dat zich bevindt aan de Mensenrechtenraad van de Verenigde Naties in het Zwitserse Genève. De gebroken poot symboliseert voor Van Espens familie de Belgische Justitie.
"Julie Van Espen" was in 2019 de op één na meest opgezochte zoekterm op Google in België. De zaak kreeg ook aandacht in het buitenland.

### Herdenkingen

#### Vlak na Van Espens overlijden

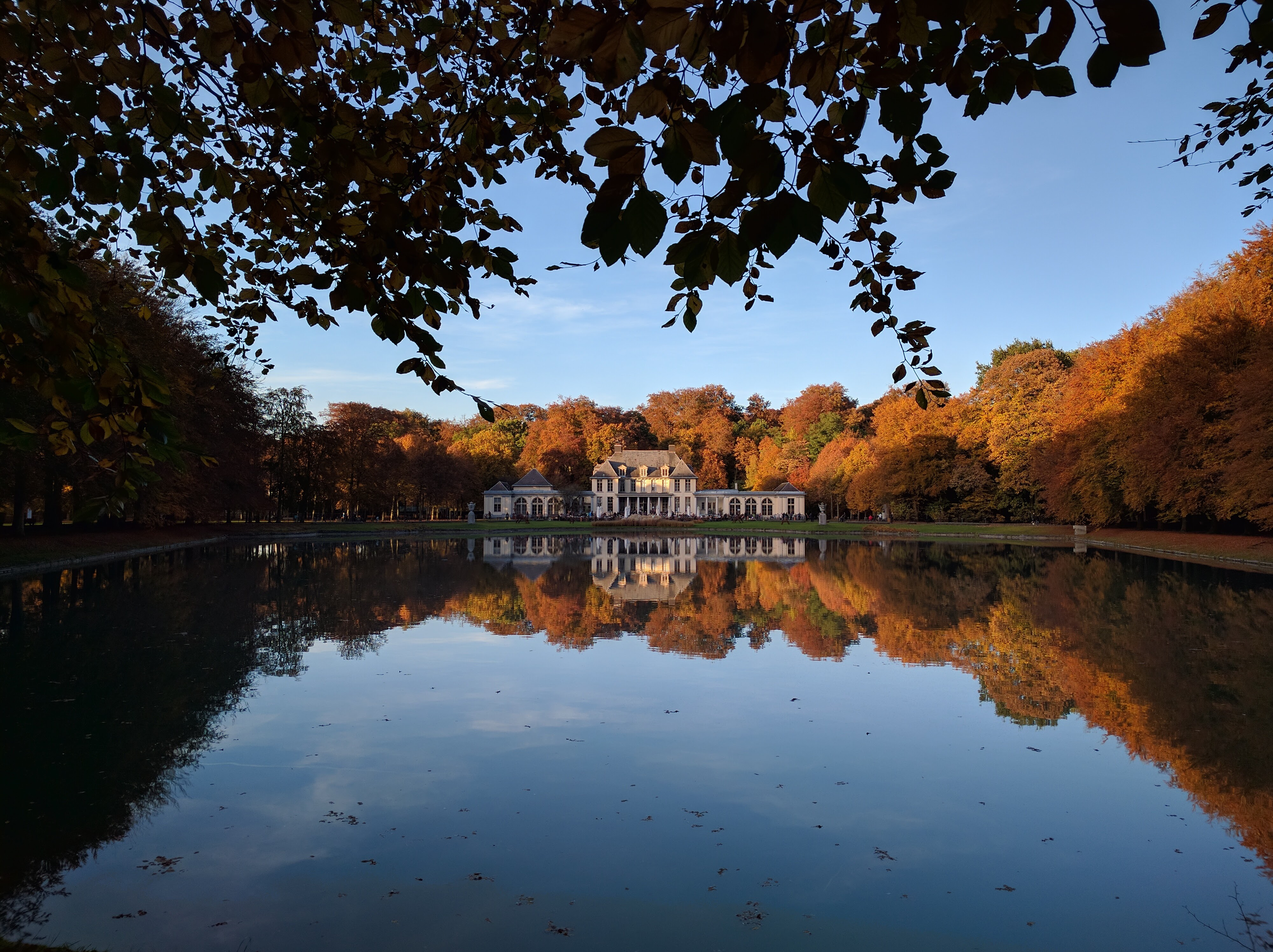
Het Rivierenhof, waar verschillende herdenkingen voor Van Espen plaatsvonden.

##### 7 mei 2019
Het gemeentebestuur van Schilde opende een rouwregister. Een honderdtal familieleden en vrienden van Van Espen verzamelden in het Deurnese Rivierenhof voor een herdenking. Op een feest in het Studio 100 Pop-Up Theater in Puurs-Sint-Amands werd een minuut stilte gehouden.

##### 8 mei 2019
In Merksem, het Antwerpse district waar Van Espen werd vermoord, vond een stille wake plaats met zo'n 1.500 deelnemers. Een foto van die wake won de hoofdprijs op de Nikon Press Photo Awards 2020 in de categorie "Nieuws".

##### 9 mei 2019
In Antwerpen vond een klimaatmars plaats. Bij aanvang werd een minuut stilte gehouden. Er werden geen slogans gescandeerd en er werden uitsluitend lege plakkaten getoond. Op de Universiteit Antwerpen werd een minuut stilte gehouden, ter ere van Van Espen en een andere studente die op 7 mei stierf aan botkanker.

##### 10 mei 2019
In Brugge werd een stille mars georganiseerd. Op de Markt werd een minuut stilte gehouden. In Kortrijk werd een mensenketting gevormd rond het Oud Gerechtsgebouw. Voor de basketbalwedstrijd tussen Antwerp Giants en Limburg United in de Lotto Arena werd een minuut stilte gehouden.

##### 11 mei 2019
In 's-Gravenwezel vond een stille wake plaats. Er werd een stille wake georganiseerd op het Koningin Astridplein in Leopoldsburg. In Hasselt werd op de Grote Markt een herdenking gehouden. Voor de voetbalmatch tussen Beerschot Wilrijk en Charleroi in het Olympisch Stadion werd een minuut stilte gehouden. Tijdens de wedstrijd tussen Waasland-Beveren en Cercle Brugge in het Freethielstadion werd een spandoek getoond met daarop "Rust zacht Julie". Tijdens de 23ste minuut werd er geapplaudisseerd. Van Espen werd namelijk 23 jaar.

##### 12 mei 2019
Een week nadat Van Espens opsporingsbericht werd verspreid, vond in Antwerpen, van het Koningin Astridplein tot het Steenplein, een stille mars plaats. Hieraan namen zeker 15.000 mensen deel. De mars werd vergeleken met de Witte Mars in Brussel in 1996, toen de Zaak-Dutroux het land beheerste. Tijdens de klimaatmars in Brussel, met zo'n 17.000 deelnemers, werd een minuut stilte gehouden in het Jubelpark. De voetbalmatch tussen Antwerp en Anderlecht in het Bosuilstadion begon met een minuut stilte. Tijdens de 23ste minuut werd geapplaudisseerd voor Van Espen. Hierna begon het publiek You'll Never Walk Alone te zingen. Er werd ook een spandoek getoond met daarop "Rust zacht Julie". Tijdens Club Brugge tegen KRC Genk in het Jan Breydelstadion werd gedurende de 23ste minuut geapplaudisseerd.

##### 13 mei 2019
Er werd op de Katholieke Universiteit Leuven een minuut stilte gehouden. Voor de finale van de Antwerp Students League tussen studentenverenigingen Magistra en Wikings-NSK in het Jef Mermansstadion werd een minuut stilte gehouden.

#### Uitvaart

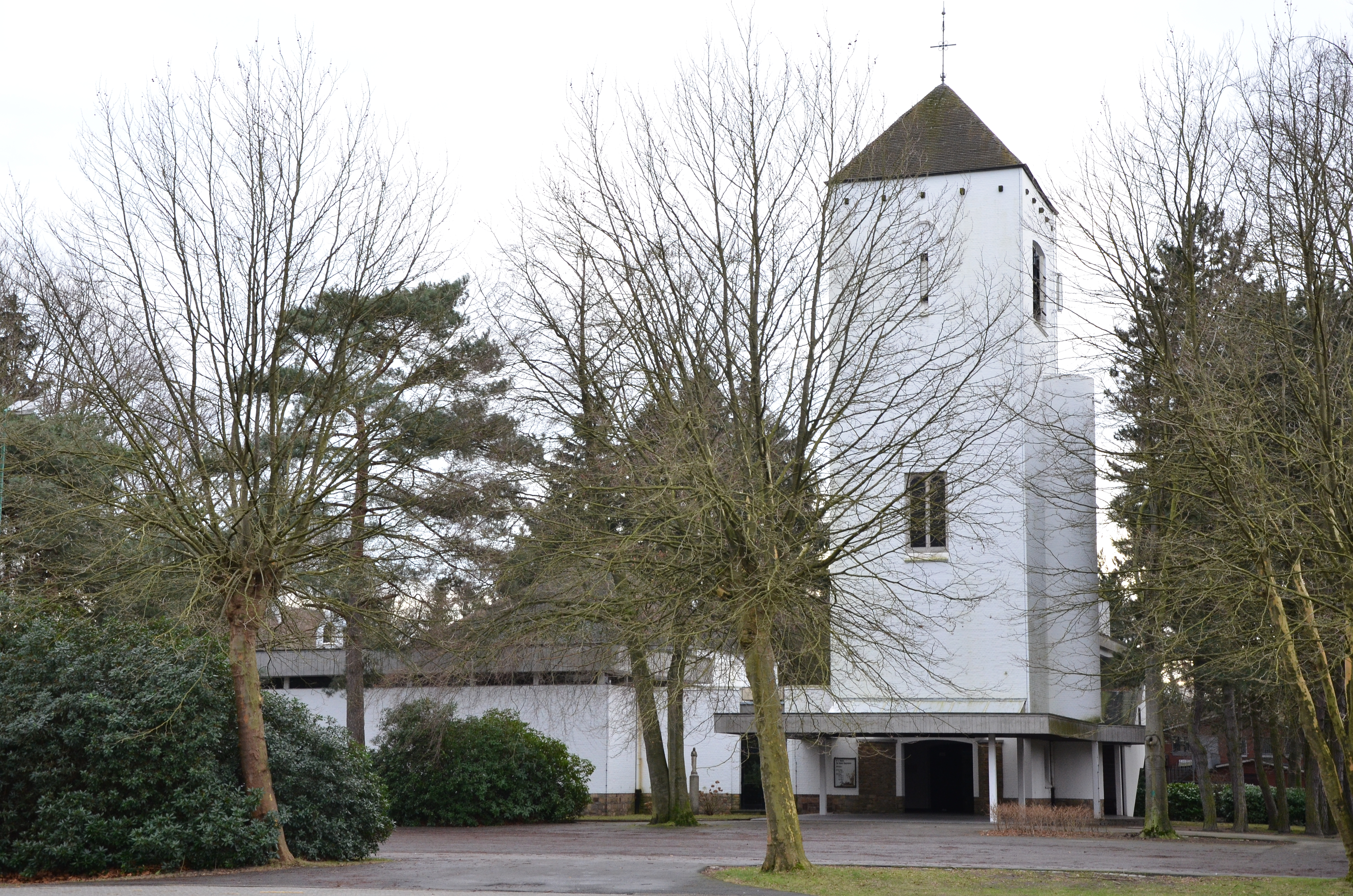
De Onze-Lieve-Vrouw-ten-Hemelopnemingskerk in Schilde, waar Van Espens afscheidsplechtigheid plaatsvond.

Op 18 mei vond de uitvaartplechtigheid van Van Espen plaats in de Onze-Lieve-Vrouw-ten-Hemelopnemingskerk in Schilde. Deze werd geleid door Johan Bonny. Er werd een geluidsinstallatie op het plein voor de kerk geplaatst. Hierdoor kon de dienst ook van buitenaf gevolgd worden. Van Espens familie vroeg uitdrukkelijk aan politici om de plechtigheid niet bij te wonen. Tijdens de dienst riepen Van Espens nabestaanden op om de brug waar ze vermoord werd te hernoemen tot Zonnebrug. Na de plechtigheid werd Van Espen begraven op de begraafplaats van 's Gravenwezel. Tijdens de begrafenis deden alle aanwezigen hun schoenen uit als eerbetoon aan Van Espen, die ook regelmatig blootvoets ging wandelen.

#### Latere herdenkingen

##### 2019
Van Espen speelde voetbal bij KSK 's Gravenwezel Schilde. Ze speelde hier met het rugnummer 3, dat sinds haar begrafenis niet meer in gebruik is bij de ploeg. Op 19 mei vond in Brasschaat een stille wake plaats. Doorheen België werden in de nacht van 21 op 22 mei posters opgehangen door de Partij voor de Poëzie. Op de posters stonden gedichten van Astrid Haerens over seksueel geweld, die werden verspreid na de moord op Van Espen en voor de verkiezingen. De eucharistieviering in de Onze-Lieve-Vrouwekathedraal van Antwerpen stond op 6 oktober in het teken van Van Espen. Die maand opende er in Hasselt een foto- en modetentoonstelling rond seksueel geweld geïnspireerd door de moord op Van Espen, een initiatief van Aylin Koksal en Aurora Mesropyan. Op 23 november van dat jaar werd in het Rivierenhof een herdenking gehouden, waarbij verlichte bootjes te water werden gelaten.  In de Sint-Catharinakerk in het Antwerpse Begijnhof, waar Van Espen vaak studeerde, werd op 22 december een drieluik ter ere van Van Espen ingehuldigd.

##### 2020
Op 27 februari, de dag waarop Van Espen 24 jaar geworden zou zijn, richtten haar ouders een Instagrampagina op die gewijd is aan haar en hoe ze in het leven stond. Aangezien in 2020 niet opnieuw een mars georganiseerd kon worden door de coronapandemie, werd de campagne "Bloom for Change" gestart door onder andere Punt. vzw, Sensoa, Amnesty International, Child Focus en het CAW. De Antwerpse zangeres Olivia Trappeniers bracht op 3 mei het nummer "Home" uit. Hierin zong ze de over de emoties die ze voelde nadat het nieuws over Van Espens moord bekend raakte. Ze schreef het nummer samen met Léon Paul de dag voor de stille mars in Antwerpen. Op 5 mei werd een special van Telefacts uitgezonden op VTM rond deze zaak. Een week eerder werd de uitzending nog geschrapt nadat de advocaten van Bakelmans hadden gedreigd met een klacht. In de versie die werd uitgezonden waren twee interviews met speurders die deelnamen aan het onderzoek verwijderd. Op 7 mei verscheen het boek "Blond op Bonaire" van de Nederlandse schrijfster Ellen De Vriend. Dit is een eerbetoon aan Van Espen en tal van andere slachtoffers van seksueel geweld.
In augustus werd een graffitikunstwerk van Djoels onthuld ter ere van Julie Van Espen. Het werk is te zien tegen de gevel van een suikerfabriek vlak bij de plek waar ze werd vermoord. Daarnaast werden er op de pijlers van bruggen langs het fietspad talloze andere werken gemaakt. In september 2020 werd een fotoreeks van Sebastian Steveniers en Klaas Maenhout rond Van Espen genomineerd voor de Persprijzen Belfius. Op de foto's is de vermissingsposter van Van Espen te zien, met daarachter de muurschildering "Kroonjuwelen in Deurne" van Bram De Ceurt. Dit werk, dat zich er sinds oktober 2016 bevindt, toont een blonde vrouw, vergelijkbaar met Van Espen, onder water. Een geplande herdenking in het Rivierenhof in november moest worden afgelast door de coronapandemie. Van Espen vormde de inspiratiebron voor het hoofdpersonage uit een theaterstuk dat eind 2020 werd gespeeld op middelbare scholen. Het stuk heette "#ENOUGH" en werd geschreven door Mathieu Van Nieulande en Kobe Verdonck. Dichter didalmi publiceerde verschillende gedichten over de dood van Van Espen op zijn Instagrampagina. Hij doneerde de opbrengst van zijn dichtbundels, waarvan de eerste eind 2020 uitkwam, aan Punt. vzw.

##### 2021
Tijdens het proces rond de moord op Sofie Muylle droegen haar advocaten en nabestaanden mondmaskers van Julie Van Espen, ter ere van alle slachtoffers van seksueel geweld. In november werd een herdenking gehouden in het Rivierenhof. In december verscheen een driedelige podcastreeks over de zaak, gemaakt door Het Nieuwsblad. De Belgische dichtster Maud Vanhauwaert schreef het gedicht Voor moeders die een kind verloren over Van Espen. Het maakt deel uit van haar bundel Het stad in mij, die genomineerd werd voor de Herman de Coninckprijs 2021. De nieuwe brug, die de Burgemeester Gabriël Theunisbrug verving, werd in 2021 geopend. In een van de betonnen palen werd een pioen, Van Espens lievelingsbloem, gegoten.

##### 2022
Op 3 februari verscheen bij Uitgeverij Vrijdag het boek "Je fluistert in mijn oor" over Julie Van Espen, geschreven door Diane Broeckhoven in samenwerking met Van Espens moeder. De opbrengst van het boek ging naar Punt. vzw. In september 2023 waren er ruim 15.000 exemplaren verkocht. In januari 2024 verscheen de negende druk van het boek. De twaalfde editie van "Strafrecht en strafprocesrecht in hoofdlijnen", een standaardwerk in de Belgische rechtsliteratuur, verscheen op 30 augustus. Het werd onder andere geschreven door Christine Van Den Wyngaert en gebruikt door studenten Rechten aan Belgische universiteiten. In het werk wordt de moord op Julie Van Espen aangehaald. In november werd opnieuw een herdenking gehouden in het Rivierenhof, onder de naam Shine a Light. Het lied "Nacht" van Femke Verschueren, dat uitkwam in december 2022, werd in augustus 2019 geschreven en is gebaseerd op de moord van Van Espen. Op 18 december organiseerde Punt. vzw een benefiet ter ere van Van Espen in het Hof van Kamerijk, de stadsschouwburg van Mechelen. Onder meer politica Lore Baeten, die zelf slachtoffer werd van seksueel geweld, gaf hier een lezing.

##### 2023
Op 22 maart volgden enkele politici, waaronder Ben Weyts, Egbert Lachaert, Georges-Louis Bouchez en Stephanie D'Hose, een weerbaarheidscoaching om Van Espen te herdenken. Net als de voorbije jaren vond ook in november 2023 een herdenking plaats in het Rivierenhof.

##### 2024

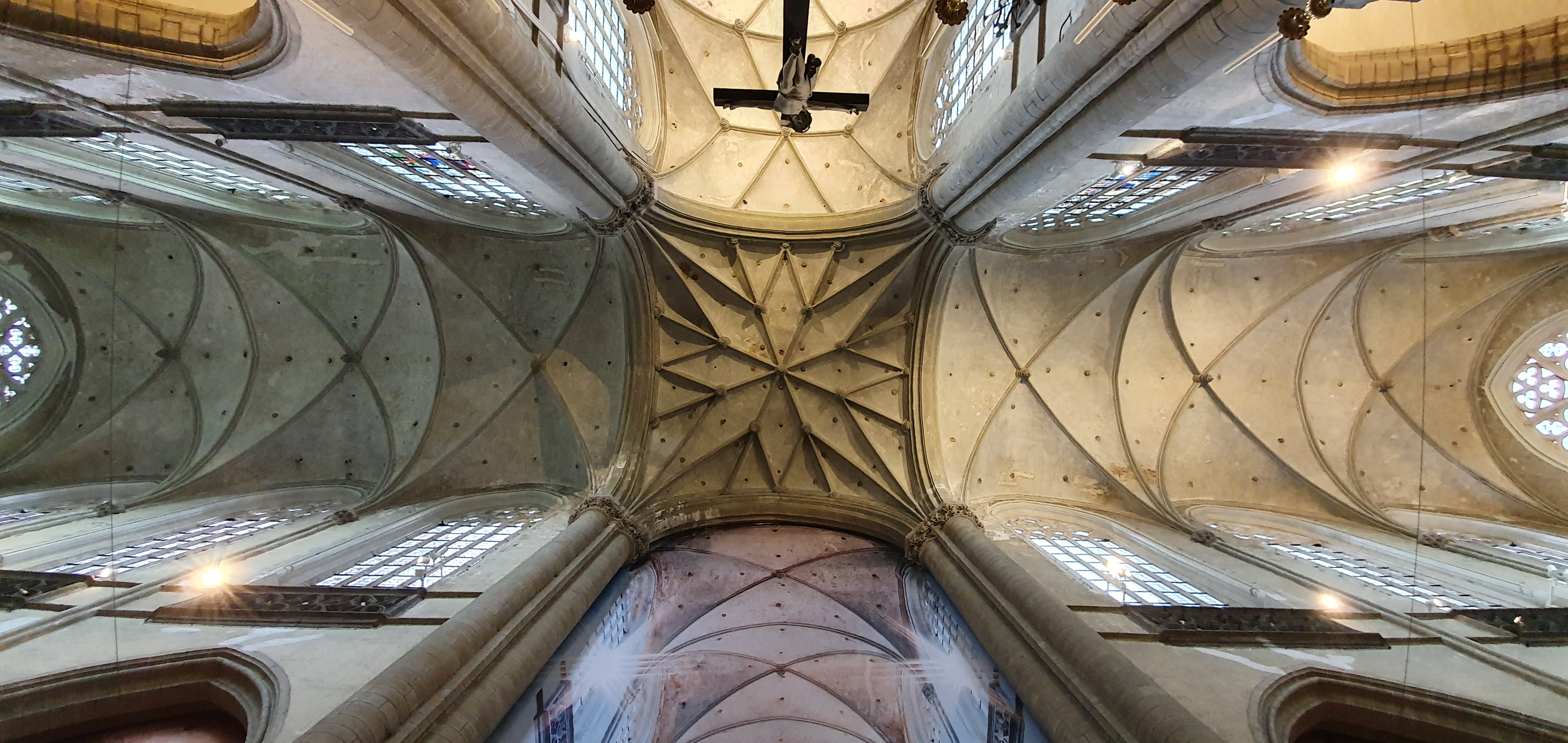
Het met sterren gevulde plafond van de Sint-Jacobskerk, waarvan er een aan Van Espen werd opgedragen.

De 28ste verjaardag van Van Espen, op 27 februari, werd door haar familie en vrienden herdacht aan haar graf in 's Gravenwezel en met een kleine wandeling. Een ster op het plafond van de gerestaureerde Rubenskapel in de Antwerpse Sint-Jacobskerk werd opgedragen aan Julie Van Espen en alle slachtoffers van femicides. Op 23 november vond de jaarlijkse herdenking Shine a Light plaats in het Rivierenhof.

##### 2025
Exact zes jaar na de dood van Van Espen riep haar familie op om 4 mei uit te roepen tot Dag van de Justitie.